# Giovanni Antonio Dosio

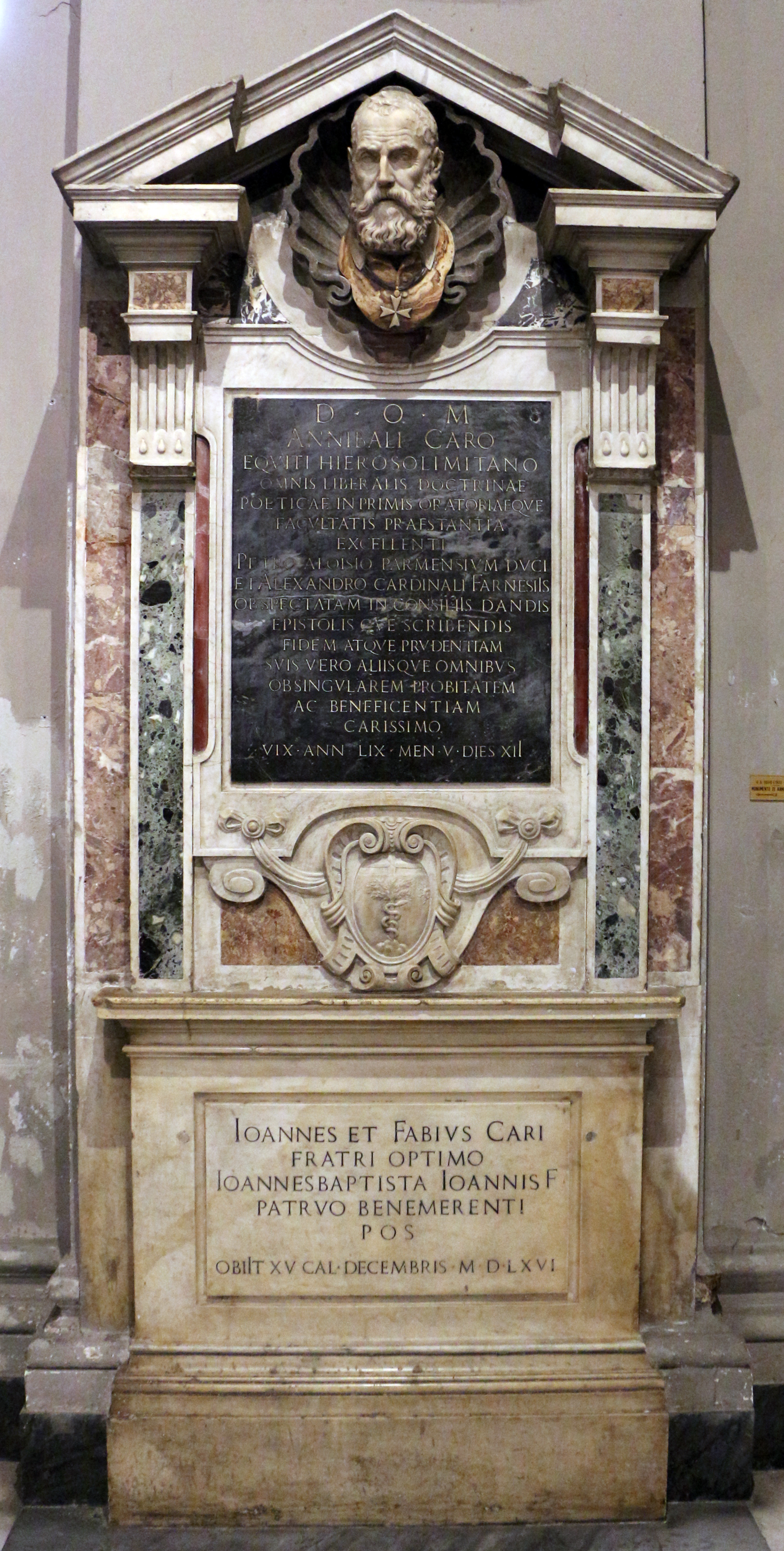
Gravmonument över Annibale Caro i kyrkan San Lorenzo in Damaso i Rom.

Giovanni Antonio Dosio, född 1533 i San Gimignano, död 1611 i Caserta, var en italiensk arkitekt och skulptör.
Dosio uppträdde först som skulptör och formgav flera gravmonument, bland annat i Rom. Han utförde senare dekorativa skulpturer och övergick efter 1574 till arkitekturen och byggde i Florens, Neapel och andra platser palats och kyrkor, såsom Certosa di San Martino i Neapel. Dosio har även avtecknat ruiner och utsikter i Rom. I San Pietro in Montorio i Rom har Dosio utfört gravmonumentet över Antonio Massa da Gallese.